# Boletus reticuloceps
Boletus reticuloceps är en svampart som först beskrevs av M. Zang, M.S. Yuan & M.Q. Gong, och fick sitt nu gällande namn av Q.B. Wang & Y.J. Yao 2005. Boletus reticuloceps ingår i släktet rörsoppar och familjen Boletaceae.   Inga underarter finns listade i Catalogue of Life.